# تينا بيريشا
تينا بيريشا (بالكرواتية: Tina Periša) مواليد 15 نوفمبر 1984 في شيبينيك، جمهورية يوغوسلافيا الاشتراكية الاتحادية، هي لاعبة كرة سلة كرواتية. بدأت مسيرتها الاحترافية في سنة 2000. حققت المركز الثالث في كرة السلة في ألعاب البحر الأبيض المتوسط 2009. اعتزلت اللعب في 2013. لعبت مع نادي شيبينيك لكرة السلة للسيدات في الدوري الكرواتي لكرة السلة للسيدات.

## الميداليات
| الميدالية | المسابقة                                     |
| --------- | -------------------------------------------- |
| برونزية   | كرة السلة في ألعاب البحر الأبيض المتوسط 2009 |

## روابط خارجية
- تينا بيريشا على موقع الاتحاد الدولي لكرة السلة (الإنجليزية)
- تينا بيريشا على موقع كرة السلة الأوروبية.كوم (الإنجليزية)
- تينا بيريشا على موقع بروبوليرز (الإنجليزية)